# Герб Енгельса

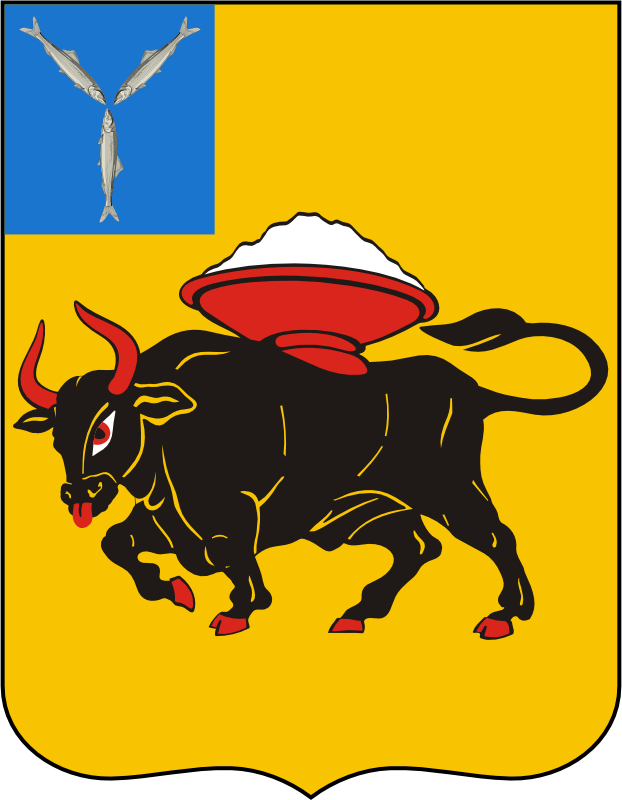
Герб міста Енгельса

Герб Енгельса — є символом міста Енгельса Саратовської області Російської Федерації.

## Опис
Герб міста Енгельса являє собою чотирикутний, із закругленими нижніми кутами й загострений у краї золотий геральдичний щит із зображенням розгорнутого вліво від глядача чорного бика, з червоними очима, язиком, рогами та копитами, що несе на спині червоний чан зі срібною сіллю. У лівому верхньому кутку — герб Саратовської області.
Бик і сіль на гербі міста нагадують про українських чумаків, що були у XVIII ст. засновниками слободи Покрівської (від 1931 року міста Енгельса).